# Stipa platypoda
Stipa platypoda är en gräsart som beskrevs av Norman Loftus Bor. Stipa platypoda ingår i släktet fjädergrässläktet, och familjen gräs. Inga underarter finns listade i Catalogue of Life.